# Derrick Caracter
Derrick Caracter, né le 4 mai 1988 à Fanwood dans le New Jersey est un joueur américain de basket-ball. Il évolue au poste d'ailier fort.

## Biographie
Il joue deux saisons dans l'équipe universitaire des Cardinals de Louisville avant d'être transféré à celle de l'Université du Texas à El Paso. Il se présente à la Draft 2010 de la NBA. Il est sélectionné en 58e position par les Lakers de Los Angeles et signe un contrat le 15 août 2010. Lors de sa saison rookie, il joue les utilités (41 matchs et 5,2 minutes par match) et tourne à deux points par match. Durant le premier tour des séries éliminatoires, il est arrêté et placé en garde à vue puis relâché contre une caution de 1000 dollars à La Nouvelle-Orléans, accusé d’ébriété sur la voie publique et d’avoir bousculé une caissière dans un restaurant à pancakes, après le refus de celle-ci de le servir.

## Clubs
- 15 août 2010-22 février 2012 :  Lakers de Los Angeles
- 5 avril 2011-13 avril 2011 : →  Jam de Bakersfield
- 25 janvier 2012-7 février 2012 : →  D-Fenders de Los Angeles
- 22 février 2012-22 mars 2012 :  Vipers de Rio Grande Valley
- 26 mars 2012-21 avril 2012 :  Stampede de l'Idaho
- 21 avril 2012-1er mai 2012 :  Mets de Guaynabo
- 4 décembre 2012-juin 2013 :  Bnei Herzliya
- 11 octobre 2013-décembre 2013 :  Pieno žvaigždės
- 29 janvier 2014-juin 2014 :  Stampede de l'Idaho
- 19 septembre 2014-octobre 2014 :  CR Flamengo
- 2015 :  Yulon Dinos
- 2015 :  CA Atenas
- 11 mars 2015-? 2015 :  GlobalPort Batang Pier
- 31 octobre 2015-2 février 2016 :  BayHawks d’Érié
- 24 février 2016-juin 2016 :  Hapoël Ramat Gan
- 6 septembre 2016-5 octobre 2016 :  BK Prievidza
- 5 octobre 2016-28 décembre 2016 :  AS Ramat HaSharon
- 28 décembre 2016-? :  Atlético Echagüe
- 11 janvier 2018- :  Capitanes de Arecibo